# Nīāz Zāgheh
Nīāz Zāgheh (persiska: نيازاغِه, نياز آقا, نیاز زاغه, Nīāzāgheh) är en ort i Iran.   Den ligger i provinsen Markazi, i den centrala delen av landet, 300 km sydväst om huvudstaden Teheran. Nīāz Zāgheh ligger 2 233 meter över havet och antalet invånare är 193.
Terrängen runt Nīāz Zāgheh är huvudsakligen kuperad, men österut är den platt. Runt Nīāz Zāgheh är det ganska tätbefolkat, med 54 invånare per kvadratkilometer. Närmaste större samhälle är Zālīān, 12,3 km norr om Nīāz Zāgheh. Trakten runt Nīāz Zāgheh består i huvudsak av gräsmarker.